# Queria
Alfloresta

## Especies
Apresenta 9 espécies:
- Queria argyrocoma
- Queria canadensis
- Queria capillacea
- Queria chilensis
- Queria dichotoma
- Queria hispanica
- Queria multiflora
- Queria sessiliflora
- Queria trichotoma

## Classificação do gênero
| Sistema | Classificação                    | Referência               |
| ------- | -------------------------------- | ------------------------ |
| Linné   | Classe Triandria, ordem Trigynia | Species plantarum (1753) |